# Дельвиг, Антон Антонович
Барон Анто́н Анто́нович Де́львиг (6 [17] августа 1798, Москва — 14 (26) января 1831, Санкт-Петербург) — русский поэт, сторонник романтизма, весомая фигура литературного Петербурга рубежа александровской и николаевской эпох, литературный критик и издатель; один из первых выпускников Царскосельского лицея (в 1817), друг Александра Пушкина.

## Биография
Антон Антонович Дельвиг родился в Москве, в семье генерал-майора из рода прибалтийских немецких баронов. Семья была настолько обрусевшей, что Дельвиг даже не знал немецкого языка. Отец, Антон Антонович Дельвиг (17.06.1773—08.07.1828), — был офицером-майором Астраханского полка, генерал-майор (1816). Мать, Любовь Матвеевна (26.09.1777—1859), была дочерью статского советника Матвея Андреевича Красильникова, директора московского Ассигнационного банка, и внучкой русского ученого-астронома А. Д. Красильникова.
В 1811 году Дельвиг поступил в Царскосельский лицей. Учился неважно, по успеваемости был последним, получил от Пушкина характеристику «сын лени вдохновенный».
Рано начал писать стихи, и уже в 1814 году они появились в печати, в «Вестнике Европы» («На взятие Парижа» — за подписью Русский).
Окончил курс с первым выпуском лицея, в 1817 году, и к выпуску написал стихотворение «Шесть лет», которое было напечатано, положено на музыку и неоднократно пелось лицеистами. Служил в Департаменте горных и соляных дел, оттуда перешёл в канцелярию Министерства финансов; с 1821 по 1825 годы был помощником библиотекаря (И. А. Крылова) в Императорской публичной библиотеке.

## Творчество

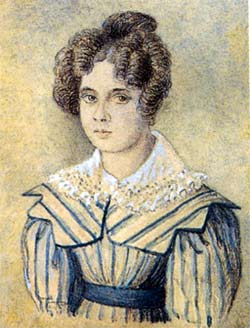
Софья Михайловна Салтыкова (1806—1888), жена поэта

Свои стихотворения Дельвиг публиковал в журналах «Русский музей» (1815), «Новости литературы», «Литературные листки» Ф. В. Булгарина, «Благонамеренный», «Соревнователь просвещения» и в различных альманахах в 1820-х годах.
30 октября (11 ноября) 1825 год Дельвиг женился на Софье Михайловне Салтыковой (1806—1888), дочери сенатора М. А. Салтыкова. Венчание было в Петербурге в Исаакиевском соборе. Их дом стал одним из литературных салонов Петербурга. На литературные вечера здесь собирались друзья поэта: Пушкин, Баратынский, Жуковский, Плетнёв, Языков. В это же время он начал издательскую деятельность: в 1825—1830 годах вместе с О. М. Сомовым выпустил семь книжек альманаха «Северные цветы», и альманах «Подснежник» на 1829 год, а с 1830 года предпринял издание «Литературной газеты», которое продолжалось после его смерти.

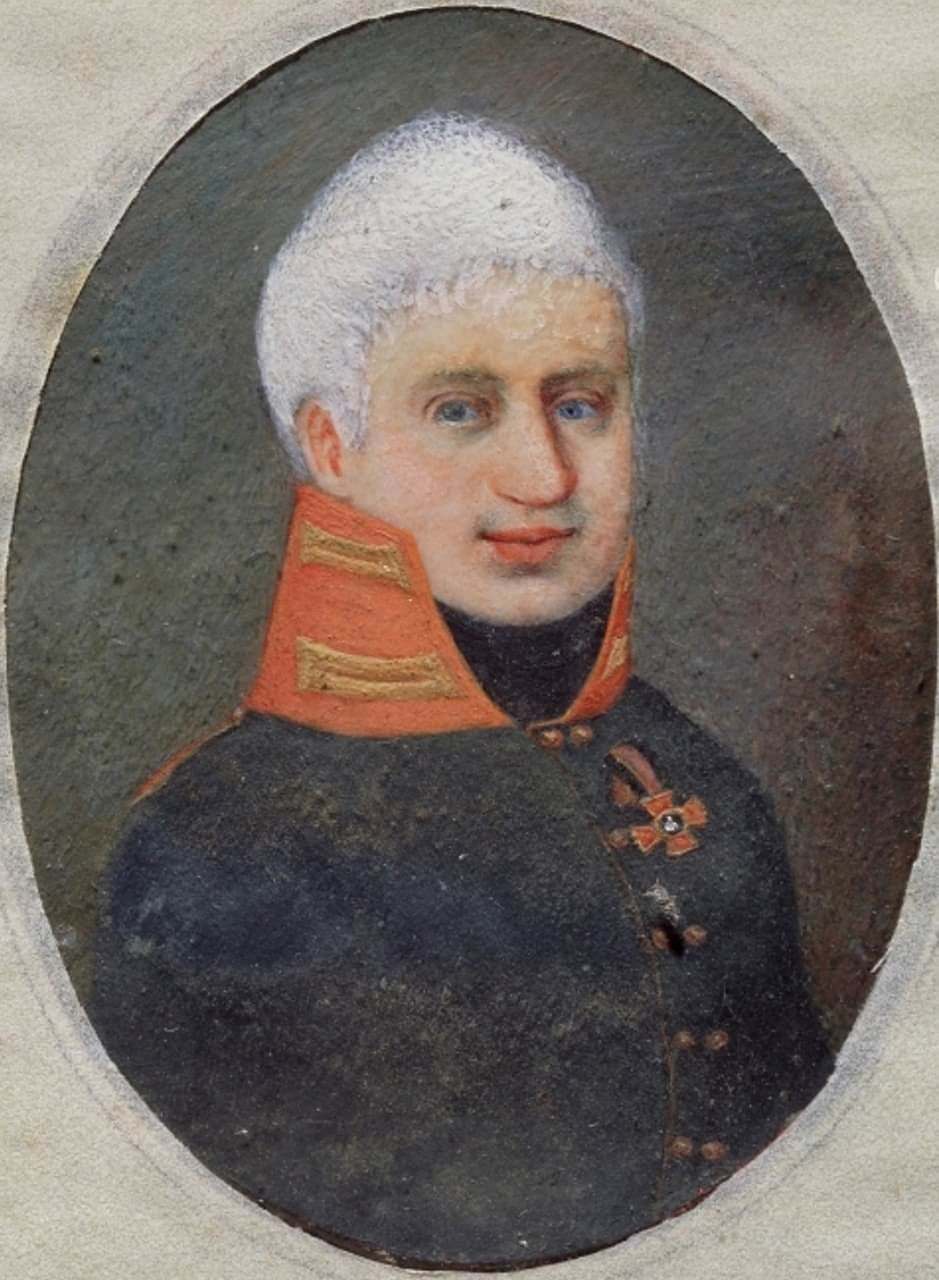
отец поэта, Антон Антонович Дельвиг (1773—1828), Портрет 1-й четверти XIX в.

10 августа 1830 года — последняя встреча в жизни Дельвига с Пушкиным. Тогда он уезжал из столицы в Москву. Дельвиг захотел проводить его до Царского Села. Отправились пешком. 17 ноября из Петербурга отправилось письмо Дельвига к Пушкину. Пушкин прочтёт письмо только 6 декабря.
Он был «ленивым баловнем» как в школе, так и в служебной деятельности. Столь же беспечно Дельвиг относился и к своей музе. Писал он очень мало. Вероятно, лень, а также его тучная фигура, немало способствовали этому.
Тем не менее он не был свободен от увлечений; предметом одного из них была С. Д. Пономарёва, которой он посвятил несколько стихотворений. Поэзия Дельвига развивалась по двум направлениям. С одной стороны, он стремился быть эллином и в подражание древним писал антологические стихотворения, идиллии во вкусе Феокрита и т. п.; с другой — увлекался русской народной поэзией и подражал народной лирической песне. Иногда в его произведениях звучат добродушие и задумчивость.
Уже при жизни поэта его стихи перелагались на музыку Даргомыжским, Варламовым, Глинкой, Алябьевым
Пожалуй, самым известным его произведением стал романс «Соловей», посвящённый Александру Пушкину и положенный на музыку А. Алябьевым, дополненный вариациями М. Глинки; романс живёт уже около двух столетий и среди его исполнительниц самые выдающиеся певицы.

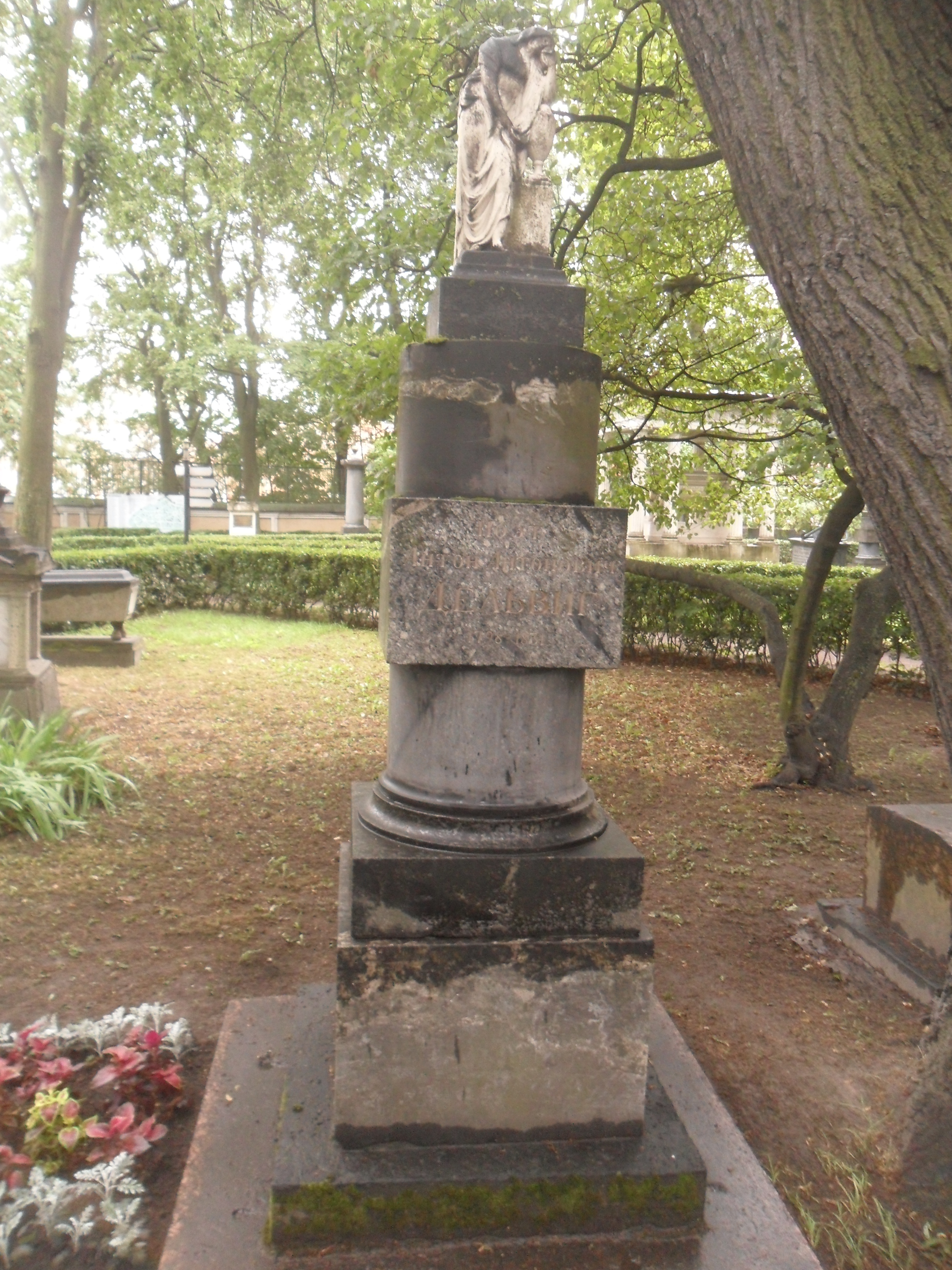
Могила Дельвига в Некрополе мастеров искусств в Санкт-Петербурге.

Известны слова Пушкина на смерть А. Дельвига: «Грустно, тоска. Вот первая смерть мною оплаканная… никто на свете не был мне ближе Дельвига», — писал Пушкин Плетнёву, получив в Москве известие о смерти своего друга (XIV, 147)

Смерть Дельвига нагоняет на меня тоску. Помимо прекрасного таланта, то была отлично устроенная голова и душа незаурядного закала. Он был лучшим из нас. Наши ряды начинают редеть.
— Пушкин — Е. М. Хитрово. 21 января 1831 г.

<его> жизнь была богата не романическими приключениями, но прекрасными чувствами, светлым чистым разумом и надеждами
— Пушкин — из письма П. Плетнёву 31 января 1831 г.
Пушкин же отмечал творчество Дельвига: «Идиллии Дельвига… — писал Пушкин, — удивительны. Какую должно иметь силу воображения, дабы из России так переселиться в Грецию, из 19 столетия в золотой век, и необыкновенное чутье изящного, дабы так угадать греческую поэзию сквозь латинские подражания или немецкие переводы, эту роскошь, эту негу греческую, эту прелесть более отрицательную, чем положительную, не допускающую ничего запутанного, темного или глубокого, лишнего, неестественного в описаниях, напряженного в чувствах…» (XI, 58, 329—330)

## Последние годы жизни и смерть

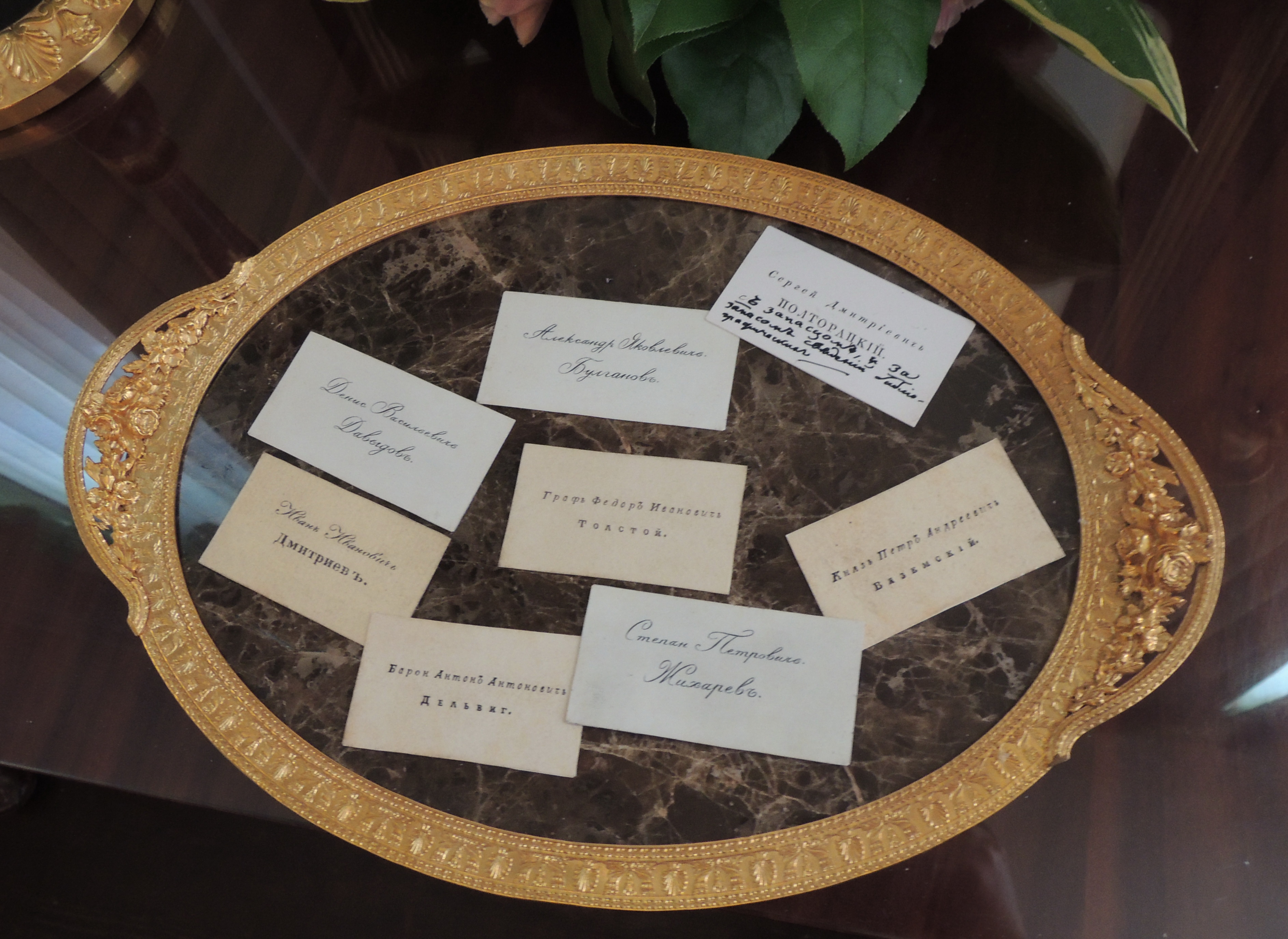
Поднос с визитными карточками Антона Дельвига, Дениса Давыдова, Петра Вяземского, Ивана Дмитриева и других деятелей культуры пушкинской поры
(интерьер 1810-х годов, Дом-музей В. Л. Пушкина на Старой Басманной)

До конца своей жизни Дельвиг служил в Министерстве внутренних дел Российской империи.
14 (26) января 1831 года Дельвиг умер от тифа («гнилой горячки») в самом расцвете сил, в 32 года. Он был похоронен 17 (29) января на Волковском православном кладбище; в 1934 году его останки были перенесены на Тихвинское кладбище — Некрополь мастеров искусств.

## Адреса в Санкт-Петербурге
- Октябрь 1825 — сентябрь 1826 — особняк Эбелинг (Миллионная улица, 26)[11].
- Сентябрь 1826 — ноябрь 1829 — дом Кувшинникова/Алферовского (Загородный проспект, уч-к 9; снесен в 1879)
- Ноябрь 1829 — 14 января 1831 — дом Тычинкина (Загородный проспект, 1)

## Память
- Всероссийская премия имени Антона Дельвига, с 2015 г. — премия «За верность Слову и Отечеству» имени первого редактора «Литературной газеты» Антона Дельвига, больше известная как «Золотой Дельвиг» (учреждена редакцией современной «Литературной газеты»).